# Krötendorfswustung
Krötendorfswustung ist ein Gemeindeteil des Marktes Mitwitz im Landkreis Kronach (Oberfranken, Bayern).

## Geographie
Östlich der Einöde fließt der Dorfteichgraben, der ein rechter Zufluss der Unteren Föritz ist. Ein Anliegerweg führt zur Schaumbergswustung (0,3 km nördlich).

## Geschichte
Gegen Ende des 18. Jahrhunderts bestand Krötendorfswustung aus drei Anwesen. Das Hochgericht übte das Halsgericht Mitwitz aus. Die Herrschaft Mitwitz war Grundherr der drei Einödgehöfte.
Mit dem Gemeindeedikt wurde Krötendorfswustung dem 1808 gebildeten Steuerdistrikt Mitwitz und der 1818 gebildeten Ruralgemeinde Kaltenbrunn zugewiesen. Am 1. Januar 1974 wurde Krötendorfswustung mit Kaltenbrunn im Zuge der Gebietsreform in Bayern nach Mitwitz eingegliedert.

### Einwohnerentwicklung
| Jahr      | 001818 | 001861 | 001871 | 001885 | 001900 | 001925 | 001950 | 001961 | 001970 | 001987 |
| Einwohner |        | 35     | 17     | 13     | 11     | 13     | 16     | 12     | 5      | 11     |
| Häuser    | 2      |        |        | 3      | 2      | 2      | 2      | 2      |        | 2      |
| Quelle    | [ 5 ]  | [ 7 ]  | [ 8 ]  | [ 9 ]  | [ 10 ] | [ 11 ] | [ 12 ] | [ 13 ] | [ 14 ] | [ 1 ]  |

## Religion
Der Ort ist evangelisch-lutherisch geprägt und nach St. Jakobus (Mitwitz) gepfarrt. Die Katholiken sind nach Mariä Geburt (Glosberg) gepfarrt.